# Dectocraspedon obtusalis
Dectocraspedon obtusalis är en fjärilsart som beskrevs av William Schaus 1916. Dectocraspedon obtusalis ingår i släktet Dectocraspedon och familjen nattflyn. Inga underarter finns listade i Catalogue of Life.